# Томаж Хостнік
Томаж Хостнік (словен. Tomaž Hostnik; 8 листопада 1961, Медводе — 21 грудня 1982, там само) — югославський та словенський музикант, вокаліст індастріал-гурту Laibach, автор текстів пісень.

## Біографія
Народився в общині Медводе, що неподалік Любляни. Навчався в коледжі на політологічному відділенні, де познайомився з хлопцями із міста Трбовлє, серед яких був майбутній організатор гурту Laibach Деян Кнез, син художника Янежа Кнеза. Разом вони вирішили створити власний музичний колектив, а для запису пісень обрали художню студію Кнезів.
На деякий час члени гурту перервали свою діяльність через службу в лавах збройних сил. 12 січня 1982 вони дали свій перший концерт у люблянському клубі FV 112/15. Глядачі добре сприйняли виступ музикантів. Після цього відбувся виступ у Крижанці на фестивалі New Rock Festival; успіх був настільки грандіозним, що музичний колектив, який мав виступати після Laibach, не наважився вийти на сцену. Першою композицією, яку виконав гурт Laibach, стала Cari Amici Soldati (італ. Дорогі соратники). Під час виступу один із глядачів кинув у Хостніка пляшку та розбив йому голову. Інцидент трапився через несприйняття деякими глядачами стилю групи — військової форми та чорного хреста, який асоціюється з німецькою окупацією Югославії. Після цього Хостнік та гурт, однак, продовжили свій виступ.
11 грудня 1982 у Загребі відбувся останній виступ Хостніка. На той час група Laibach була офіційно заборонена в Югославії — послаблень не відбулося навіть після смерті Йосипа Броз Тіто, який був проти західних впливів. 21 грудня Томаж Хостнік, страждаючи від депресії, покінчив життя самогубством через повішення у традиційній словенській сушарці для сіна (словен. kozolec), розташованій біля його будинку. 23 грудня відбулася церемонія поховання Хостніка на цвинтарі Жале. Незадовго до смерті він написав вірш Apologija Laibach, який став своєрідним гімном групи.
2 лютого 1983 журналіст і музичний продюсер Ігор Відмар створив та запустив на власному радіошоу постановку Smrt Tomaža Hostnika (Смерть Томажа Хостніка), яка була заснована на останньому вірші вокаліста Laibach. На задньому плані постановки грала композиція Ohm Sweet Ohm улюбленого гурту Хостніка Kraftwerk.

## Цікаві факти
- Прізвище «Хостнік» у перекладі зі словенської означає «лісівник».
- Обкладинку альбому Ljubljana-Zagreb-Beograd гурту Laibach ілюструє фотографія Томажа Хостніка, а альбому Rekapitulacija 1980-84 — словенська традиційна сушарка для сіна kozolec, на якій повісився Хостнік[2][3].
- У Томажа Хостніка був також псевдонім Saliger (на честь австрійського художника Іво Залігера)[4].